# Liste des archives d'images en ligne
Cette article présente une liste non exhaustive d'archives d'images en ligne notables, comprenant à la fois des sites Web d'hébergement d'images comme Flickr et des archives hébergées par des bibliothèques et d'autres institutions universitaires ou historiques.

## Liste des archives
| Site | Type                               | Nombre d'images             | Vidéo | Audio | Recherche | Langue                               |
| --- | ---------------------------------- | --------------------------- | ----- | ----- | --------- | ------------------------------------ |
| Adobe Stock | Stock Images                       | 100,000,000+                | Oui   | Non   | Oui       | Anglais, Français                    |
| Alamy | Stock Images                       | 95,000,000+                 | Oui   | Non   | Oui       | Anglais (Defaut)+ Allemand           |
| ArenaPAL Performing Arts Image Library                                                                          | Spectacle vivant                   | 5,000,000+                  | Non   | Non   | Oui       | Anglais                              |
| Artstor Digital Library                                                                                         |                                    |                             |       |       |           |                                      |
| Associated Press - AP Images                                                                                    |                                    |                             |       |       |           |                                      |
| Bridgeman Art Library                                                                                           |                                    |                             |       |       |           |                                      |
| California Digital Library                                                                                      |                                    |                             |       |       |           |                                      |
| California State University, Northridge, Oviatt Library Collection en Ligne                                     |                                    |                             |       |       |           |                                      |
| Camera Press |                                    |                             |       |       |           |                                      |
| Chicago Daily News (1902–1933), collection d'environ 55,000 images sur plaque de verre en négatif.              |                                    |                             |       |       |           |                                      |
| Corbis Images                                                                                                   |                                    |                             |       |       |           |                                      |
| Depositphotos                                                                                                   | Stock Images                       | 164,000,000+ (Juin 2020)    | Oui   | Non   | Oui       | Anglais (Défaut)+ 21 autres langues  |
| Europeana |                                    |                             |       |       |           |                                      |
| Flickr | Communs                            |                             | Oui   | Non   | Non       | Anglais (Défaut) + 9 autres langues  |
| Frick Digital Image Archive                                                                                     |                                    |                             |       |       |           |                                      |
| Geograph Britain and Ireland                                                                                    | Communs                            | 5,100,000+ (Novembre 2016 ) | Non   | Non   | Oui       | Anglai                               |
| Getty Images - IStock - Thinkstock                                                                              |                                    |                             |       |       |           |                                      |
| Harvard Library                                                                                                 |                                    |                             |       |       |           |                                      |
| Internet Archive                                                                                                |                                    | 3.5 million                 | Oui   | Oui   | Oui       |                                      |
| Library of Congress                                                                                             |                                    |                             |       |       |           |                                      |
| Life (magazine)                                                                                                 |                                    |                             |       |       |           |                                      |
| Magnum Photos                                                                                                   |                                    |                             |       |       | Oui       |                                      |
| Nationaal Archief (1945–1989) collection d'environ 400 000 images de presses allemandes                         | Communs                            | approximativement 400,000   | Non   | Non   | Oui       | Dutch (Défaut)+ Anglais              |
| National Geographic Image Collection (1888–aujourd'hui), collection de près de 10 millions d'images numériques. |                                    |                             |       |       |           |                                      |
| New York Daily News (1880–2007), archive de photos en ligne dont certaines remontent à 1880                     |                                    |                             |       |       |           |                                      |
| New York Public Library                                                                                         |                                    |                             |       |       |           |                                      |
| Pexels | Communs                            |                             | Oui   | Non   | Oui       | 28 langues                           |
| Pixabay | Communs                            | 950,000+ (Mai 2017)         | Oui   | Non   | Oui       | Anglais (Défaut) + 25 autres langues |
| Pond5 | Libre de droits                    | 11,000,000+ (Janvier 2017)  | Oui   | Oui   | Oui       | Anglais (Défaut) + 7 autres langues  |
| Smithsonian Institution / Smithsonian Open Access                                                               |                                    | 4,400,000+ (Janvier 2023)   |       |       |           |                                      |
| Shutterstock | Libre de droits                    | 319,990,308 (Janvier 2020)  | Oui   | Oui   | Oui       | Anglais (Défaut) + 19 autres langues |
| The New York Times                                                                                              |                                    |                             |       |       |           |                                      |
| Time |                                    |                             |       |       |           |                                      |
| United Press International (1907–2007)                                                                          |                                    |                             |       |       |           |                                      |
| United States National Library of Medicine, images de l'histoire de la médecine                                 |                                    |                             |       |       |           |                                      |
| University of Oregon Digital                                                                                    |                                    |                             |       |       |           |                                      |
| University of Southern California Libraries                                                                     |                                    |                             |       |       |           |                                      |
| University of Washington Libraries                                                                              |                                    |                             |       |       | Oui       | Anglais                              |
| Unsplash | Communs avec quelques restrictions | 1,000,000+ (2020)           | Non   | Non   | Oui       | Anglais                              |
| Wikimedia Commons                                                                                               | Communs                            | 79,000,000+ (Novembre 2021) | Oui   | Oui   | Oui       | Anglais (Défaut) + autres langues    |

## Voir également
- Commons : ressources médiatiques gratuites
- Wikipédia : liste des archives de journaux en ligne
- Liste des magazines en ligne
- Wikipédia : Liste des archives vidéo en ligne
- Film d'actualités